# Cao Xiu
Cao Xiu, (chinesisch 曹休, Pinyin Cáo Xiū, W.-G. Ts'ao Hsiu; Zì 文烈,  Wénliè,  Wen-lieh; * vor 170; † 228) war ein General unter dem chinesischen Warlords Cao Cao zur Zeit der Drei Reiche. Er war außerdem entfernt mit Cao Cao verwandt.

## Leben
Nach den Chroniken der Drei Reiche verlor Cao Xiu seinen Vater, bevor er zwanzig Jahre alt wurde, als der Aufstand der Gelben Turbane ausbrach. Er floh mit seiner Mutter nach Süden über den Gelben Fluss.
Als Cao Cao sich im Jahre 190 der Koalition gegen Dong Zhuo anschloss und seine Armee aufstellte, stellte sich Cao Xiu in seinen Dienst. Cao Cao war sehr angetan von der Unterstützung dieses fernen Familienzweigs und behandelt Cao Xiu wie seinen eigenen Sohn.
Cao Xiu nahm später an vielen Feldzügen gegen die Shu Han teil, besonders in der Schlacht von Wulan. Er war ein guter Ratgeber und wurde später zum Kommandanten der Kaiserlichen Wache ernannt.
Nach Cao Caos Tod im Jahre 220 erfreute sich Cao Xiu einer guten Beziehung zum Erben Cao Pi. Dieser machte Cao Xiu zum General, der den Süden bewacht und schickte ihn an die Front, wo er Sun Quans Armeen bekämpfen sollte.
Im Jahre 222 führte Cao Pi persönlich eine Offensive gegen Sun Quan an. Cao Xiu wurde dabei zum General, der den Osten erobert ernannt. Er überwachte mehr als zwanzig Armeen aus verschiedenen Regionen und besiegte Sun Quans Streitmacht unter Lü Fan bei Dongpu (beim heutigen Wuhu, Anhui).
Nach Cao Pis Tod (226) diente Cao Xiu dem zweiten Wei-Kaiser Cao Rui. Er wurde zum Oberbefehlshaber der Defensivtruppen ernannt und behielt sein Kommando der Verteidigung der Yang-Provinz.
Im Jahre 228 führte Cao Rui eine weitere Offensive gegen Sun Quan. Cao Xiu führte seine Streitmacht nach Xunyang. Er folgte dem Rat des scheinbar übergelaufenen Wu-Offiziers Zhou Fang und führte seine Armee tief in unwegsames Land, wo er überfallen und in der Schlacht von Shiting geschlagen wurde. In einer Denkschrift bekannte Cao Xiu sein Fehlurteil, aber Cao Rui vergab ihm.
Kurz darauf starb Cao Xiu an einer Hauterkrankung am Rücken. Postum wurde ihm der Titel Marquis Zhuang (= widerstandsfähig) verliehen.